# 崔云溪
崔云溪（1926年—2003年3月），山东利津人，中华人民共和国政治人物。

## 生平
1951年5月至1952年8月，担任浙江省玉环县委副书记，主持县委工作。1953年11月，调任浙江省委统战部工作，担任工商党派处处长、统战部副部长。1988年3月，担任浙江省政协常委、文史委员会主任。1994年离职。2003年3月去世。